# Smuga cienia (film)
Smuga cienia – polsko-brytyjski dramat psychologiczny z 1976 roku w reżyserii Andrzeja Wajdy. Ekranizacja powieści o tym samym tytule (ang. The Shadow-Line, A Confession) z 1917 roku autorstwa Josepha Conrada.

## Charakterystyka
Akcja filmu osnuta jest na epizodzie z 1888 r. – epidemii febry (malarii) na pokładzie barku Otago, którego kapitanem był autor. Treścią filmu są przejścia młodego oficera brytyjskiej marynarki handlowej, skierowanego przez konsula brytyjskiego do Bangkoku w celu przeprowadzenia stamtąd do Singapuru pewnego trójmasztowego barku, którego poprzedni kapitan zmarł w morzu. Zdarzenie to miało miejsce w czasie kariery morskiej Conrada, który nim został sławnym pisarzem, spędził 20 lat na morzach, jako marynarz, oficer, a w końcu kapitan na statkach handlowych, w znacznej większości brytyjskich.

## Produkcja
Zdjęcia do filmu kręcono na terenie czterech krajów (Polska, Wielka Brytania, Bułgaria, Tajlandia) w następujących lokacjach: Gdynia, Warszawa, Londyn, Warna i Bangkok.

## Główne role
- Marek Kondrat jako kapitan Joseph Conrad-Korzeniowski
- Graham Lines jako pierwszy oficer Burns
- Tom Wilkinson jako kucharz Ransome
- Berhard Archard jako kapitan Elis
- Martin Wyldeck(inne języki) jako kapitan Giles
- Piotr Cieślak jako drugi oficer Miles